# Witliphert
Het witliphert (Cervus albirostris) is een groot hert uit de familie van de Cervidae (herten).

## Kenmerken
De lichaamslengte is 190 - 200 cm, de schouderhoogte is 120 - 130 cm en het lichaamsgewicht is 130 - 140 kg. De vacht is bruin met een crèmekleurige buik.

## Verspreiding en leefgebied
Ze leven vooral op heuvels en bergen met bossen en hoge open grasvelden, voornamelijk in Tibet en China.

## Voortplanting
De draagtijd is ongeveer 230 dagen en er wordt maar 1 jong geboren.

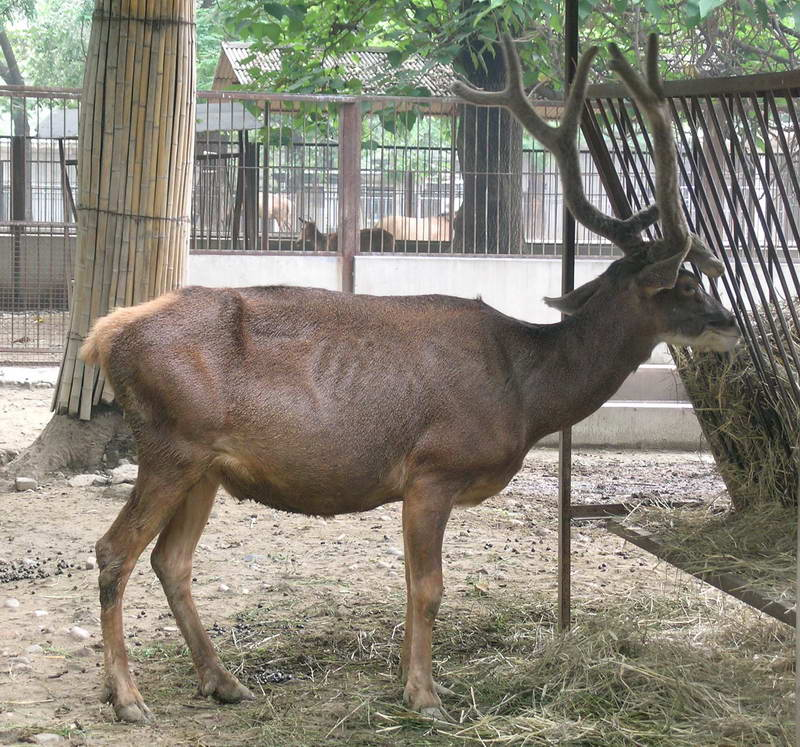
Een mannelijk exemplaar